# Назаровка (Полтавская область)
Наза́ровка (укр. Назарівка) — село,
Шершновский сельский совет,
Лубенский район,
Полтавская область,
Украина.
Код КОАТУУ — 5322888902. Население по переписи 2001 года составляло 58 человек.

## Географическое положение
Село Назаровка находится в 4,5 км от левого берега реки Сула,
в 1,5 км от села Войниха.
Рядом проходит автомобильная дорога М-03.